# Liste der Biografien/Cuz
Liste der Biografien |
Portal Biografien |
Personensuche
# |
A |
B |
C |
D |
E |
F |
G |
H |
I |
J |
K |
L |
M |
N |
O |
P |
Q |
R |
S |
T |
U |
V |
W |
X |
Y |
Z |
?
 
Ca |
Cb |
Cc |
Ce |
Ch |
Ci |
Cj |
Ck |
Cl |
Cm |
Cn |
Co |
Cr |
Cs |
Ct |
Cu |
Cv |
Cw |
Cy |
Cz
 
Cua |
Cub |
Cuc |
Cud |
Cue |
Cuf |
Cug |
Cuh |
Cui |
Cuj |
Cuk |
Cul |
Cum |
Cun |
Cuo |
Cup |
Cuq |
Cur |
Cus |
Cut |
Cuv |
Cuw |
Cux |
Cuy |
Cuz
Die Liste der Biografien führt alle Personen auf, die in der deutschsprachigen Wikipedia einen Artikel haben. Dieses ist eine Teilliste mit 9 Einträgen von Personen, deren Namen mit den Buchstaben „Cuz“ beginnt.

## Cuz
- Cuz, Nan (1927–2019), deutsch-guatemaltekische Malerin

### Cuza
- Cuza, Alexandru C. (1857–1947), rumänischer Politiker
- Cuza, Alexandru Ioan (1820–1873), rumänischer Staatsgründer und FürstAlexandru Ioan Cuza (1820–1873)

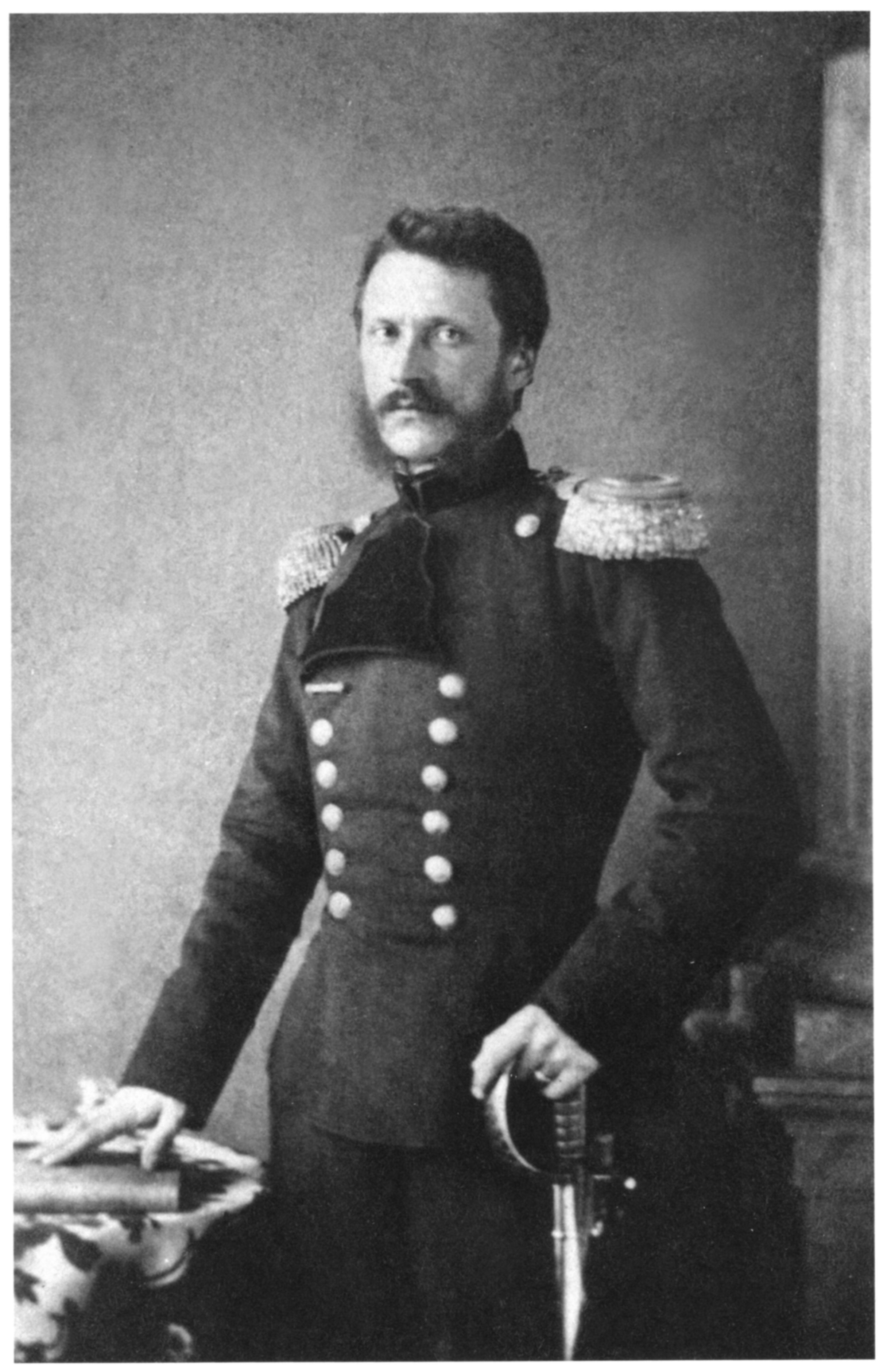
Alexandru Ioan Cuza (1820–1873)

- Cuza, Elena (1825–1909), Ehefrau von Alexandru Ioan Cuza, erster Fürst von Rumänien

### Cuzi
- Cuzin, Maurice, französischer Radrennfahrer

### Cuzm
- Cuzmiciov, Kevin (* 2003), israelischer Volleyball- und Beachvolleyballspieler

### Cuzo
- Cuzol, Roger (1916–1962), französischer Hindernisläufer

### Cuzz
- Cuzzani, Agustín (1924–1987), argentinischer Rechtsanwalt und Schriftsteller
- Cuzzoni, Francesca († 1778), italienische Opernsängerin (Sopran)